# اس‌ام‌اس گفن
اس‌ام‌اس گفن (به انگلیسی: SMS Gefion) یک کشتی بود که طول آن ۳۶۲ فوت ۶ اینچ (۱۱۰٫۴۹ متر) بود. این کشتی در سال ۱۸۹۳ ساخته شد.